# Narodne novine (NDH)
Narodne novine su bile službeni list NDH.
Zakonskom odredbom od 25. travnja 1941. godine o službenom listu Narodne novine uređen je status lista. Određene su kao službeni list za cijelu Nezavisnu Državu Hrvatsku, a izdaju se u Zagrebu. Njihovo iz davanje i nadzor nad njima spadalo je u nadležnost zakonodavnog povjereništva pri Poglavniku. U Narodnim novinama službeno su proglašavani svi zakoni, sve zakonske odredbe, sve provedbene naredbe, sve druge naredbe ministarstva, sve naredbe drugih državnih i samoupravnih tijela i ustanova javnog poretka, čije službeno proglašivanje je tražila njihova narav, sva imenovanja, promaknuća, premještenja, umirovljenja i otpuštanja državnih činovnika i službenika, izuzevši one, koji pripadaju vojski sviju redova. Uvrštavani su svi oglasi jeftimba i dražba, što ih raspisuju državni i samoupravni uredi i svi drugi oglasi, koji se prema rješenju suda ili upravnih oblasti moraju službeno u novinama proglasiti, a nije se smjelo uvrštavati privredne reklame. Za izdavanje provedbene naredbe i propisivanje pravilnika o uređenju službe kod Narodnih novina određen je predsjednik zakonodavnog povjereništva pri Poglavniku, tada Milovan Žanić.